# Experiment de Meselson i Stahl
L'experiment de Meselson i Stahl va ser un experiment dut a terme a Pasadena, Califòrnia, per Matthew Meselson i Franklin Stahl que demostraren que la duplicació de l'ADN era semiconservadora tal com predeia el model de doble hèlix de l'ADN publicat cinc anys abans. La duplicació semiconservadora significa que quan la doble hèlix de l'ADN és duplicada, cadascuna de les dues hèlixs dels filaments d'ADN conté un filament íntegrament provinent de l'hèlix original i l'altre és íntegrament de nova síntesi.
La troballa fou comunicada per Max Delbrück el 14 de maig de 1958 i publicada el 15 de juliol d'aquell mateix any en forma d'article científic a Proceedings of National Academy of Sciences, publicació depenent de l'Acadèmia Nacional de Ciències.
El mateix mes que es publicaren aquests resultats Arthur Kornberg et al. treballant a Saint Louis (Missouri), publicaren la primera descripció de com es realitzava la síntesi de l'ADN descrivint la primera ADN polimerasa, la proteïna que catalitza directament la síntesi de l'ADN precisament en E. coli, l'ADN polimerasa I. Curiosament la comunicació dels resultats de Kornberg és del 10 d'octubre de 1957, mesos abans a la de Meselson i Stahl.

## Hipòtesis de treball

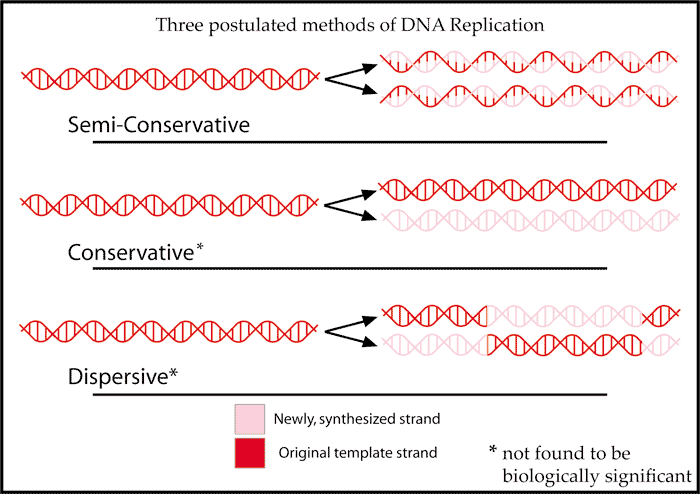
Diagrama de les tres hipòtesis postulades en què es repartien les diferents síntesi d'ADN: Semiconservativa, conservativa i dispersiva.

Un cop revelada l'estructura en doble hèlix complementària de l'ADN gràcies al treball de Rosalind Franklin, James Watson i Francis Crick el 1953 restava determinar si aquesta molècula es repartia tal com havien predit o si ho feia d'altra manera. En un principi es plantejaren tres hipòtesis diferents:
1. Semiconservativa. Les dues cadenes de l'ADN "mare" es reparteixen un a cada cèl·lula i una cadena complementària és sintetitzada a cadascuna d'elles.
2. Conservativa. Se sintetitza una nova còpia de la doble cadena d'ADN i la totalitat és transmesa a una de les cèl·lules i la cadena "mare" és transmesa a l'altra.
3. Dispersiva. Diferents fragments de l'ADN nou i vell es barregen en les diferents cadenes repartides a les cèl·lules filles.

## Disseny i realització de l'experiment
El fonament bioquímic sobre el que Meselson i Stahl basaren el seu experiment fou en usar diferents isòtops del nitrogen. El nitrogen és un component abundant en l'ADN, ja que forma part de la fracció de les bases nitrogenades. El ¹⁴N és amb escreix l'isòtop més abundant del nitrogen, però l'ADN amb l'isòtop més pesant 15N també és estable, ja que l'isòtop 15N no és radioactiu i té un major pes atòmic.
Primerament es realitzà un cultiu cel·lular d'E. coli durant diverses generacions (E.coli presenta en condicions òptimes de cultiu un temps de duplicació d'uns 20 minuts) en un medi amb 15N (isòtop pesant). Quan es va aïllar l'ADN va ser extret d'aquestes cèl·lules tenia una densitat major, ja que les noves cèl·lules havien incorporat l'isòtop 15N en el seu ADN. La densitat es mesurà mitjançant ultracentrifugació en gradient de densitat de clorur de Cesi (quan aquesta solució se centrifuga a elevades rpm forma un gradient vertical de densitat així les molècules afegides en aquesta solució es distribueixen en l'estrat del tub d'assaig corresponent a la seva densitat). La presència de l'ADN en els estrats fou revelat emprant il·luminació amb llum ultraviolada, ja que l'ADN hi reacciona absorbint-la i emetent fluorescència.
Aquestes cèl·lules d'E. coli amb 15N en el seu ADN van ser posades en un medi amb ¹⁴N (isòtop lleuger) i només es va permetre que es dividissin una sola vegada (~20 minuts de cultiu). Llavors s'extragué l'ADN de la mostra de cultiu i es comparà amb l'ADN provinent del¹⁴N ADN i 15N ADN. Es va veure que estava proper a una densitat intermèdia. La hipòtesi de la duplicació conservativa hagués resultat en cadenes amb ADN "pesant" (amb cadenes que contenien 15N) i cadenes amb ADN "lleuger" (amb cadenes que contenien exclusivament ¹⁴N), això no ocorregué i es va excloure que hagués tingut lloc la duplicació conservadora. Tanmateix, aquest resultat era consistent amb les dues duplicacions semiconservativa i dispersiva. La duplicació semiconservadora hauria donat com a resultat un doble filament d'ADN amb un filament de15N ADN, i un de¹⁴N ADN, mentre que la duplicació dispersiva hauria donat lloc a un doble filament d'ADN amb els dos filaments amb mescles de15N i ¹⁴N ADN, qualsevol dels dos hauria aparegut amb ADN de densitat intermèdia.
Per tal de discernir entre la hipòtesi semiconservadora i la dispersiva es va extreure ADN de cèl·lules que havien proliferat durant generacions en un medi amb 15N, seguit de dues divisions en un medi amb ¹⁴N. En aquest cas un cop aïllat l'ADN, aquest es desnaturalitzà amb un xoc tèrmic. Aquest ADN desnaturalitzat s'ultracentrifugà i s'analitzaren les bandes de densitat amb presència d'ADN observant-se dues bandes de diferent densitat. Així doncs si la hipòtesi dispersiva fos la que determina la transmissió de l'ADN s'observaria una ampla banda (fruit de la diferent proporció de ¹⁴N i 15N).